# ホナタン・シルバ
ホナタン・シルバ（Jonathan Silva，1994年6月29日 - ）は、アルゼンチン・ラ・プラタ出身のサッカー選手。ジョホール・ダルル・タクジムFC所属。ポジションはディフェンダー。

## 経歴
2012年、アルゼンチン・プリメーラ・ディビジョン(1部)の エストゥディアンテスからデビュー。
2014年8月9日にポルトガル・プリメイラ・リーガのスポルティングCPに移籍。
2016年に母国アルゼンチンのボカ・ジュニアーズにレンタル移籍。
2018年1月31日にセリエAのASローマに買取オプション付きのレンタルで移籍した。
2018年7月27日、CDレガネスに買取オプション付きのレンタルで移籍した。2019年6月3日、買取オプションが行使され、2023年までの契約を締結することが発表された。
2021年8月31日、ヘタフェCFと4年契約を結んだ。
2022年7月26日、2022-23シーズンはセグンダ・ディビシオンに所属するグラナダCFに買い取りオプション付きの契約でレンタル移籍することが発表された。
2025年7月6日、マレーシアのジョホール・ダルル・タクジムFCに加入。

## 代表
2014年11月14日のポルトガルとの親善試合で代表デビュー。

## タイトル
ボカ・ジュニアーズ
- プリメーラ・ディビシオン : 1回 (2016-17)

グラナダ
- セグンダ・ディビシオン : 1回 (2022-23)

パフォス
- キプロス・ファーストディビジョン : 1回 (2024-25)